# Scénariste
 (août 2010).
Si vous disposez d'ouvrages ou d'articles de référence ou si vous connaissez des sites web de qualité traitant du thème abordé ici, merci de compléter l'article en donnant les références utiles à sa vérifiabilité et en les liant à la section « Notes et références ».

Exemple de mise en page d'un scénario.

Un ou une scénariste est la personne qui écrit un scénario, cadre détaillé présidant à l'élaboration d'une œuvre graphique : cinéma, télévision, bande dessinée, jeu vidéo, etc. Souvent, le scénario est plus qu'un plan, il est aussi un récit. 
Au cinéma, le réalisateur peut être son propre scénariste.
L'œuvre peut aussi être sonore. Dans le cadre d'une émission de radio, par exemple, on parlerait donc de scénariste, mais plus souvent de scripteur.

## Définition
Un scénario est dit « original » lorsqu'il développe un synopsis, mais il peut aussi être l'adaptation d'une œuvre préexistante (roman, conte, légende, pièce de théâtre, film, bande dessinée). 
Le rôle du scénariste est de mettre en situation une histoire, de déterminer un contexte, des personnages, des décors, des actions, des gestes… Il doit décrire le temps, le lieu, la situation quelquefois dans les moindres détails. 
Les règles établies d'écriture et de mise en forme du scénario sont précises.
La création des dialogues fait généralement partie du travail des scénaristes, mais cette fonction peut être assurée par une autre personne spécialisée, le dialoguiste.
En France, le scénariste est considéré comme un auteur et perçoit ainsi des droits d'auteur au travers de la SACD.
Le scénariste est considéré par les chercheurs en études cinématographiques et en sciences de l'information et de la communication comme faisant partie des personnels créatifs. Afin de les distinguer des personnels créatifs secondaires tels que les compositeurs de musique de films, les costumiers ou les créateurs de décors, exerçant une influence artistique évidente, mais différente de celle d'autres personnels dit créatifs tels que les scénaristes et réalisateurs, ainsi qu'à une temporalité différente : non pas durant le tournage mais avant (pré-production) ou bien après (post-production), le sociologue de la télévision et des médias Benjamin W.L. Derhy Kurtz  créé pour les scénaristes, mais également pour les réalisateurs, la catégorie des personnels créatifs primaires, contrôlant des aspects artistiques clefs du programme ou du film,,.

## Scénariste au cinéma et dans l'audiovisuel

### Origine
Chaque scénario a pour origine une idée, et les scénaristes utilisent cette idée pour écrire des scénarios, dans le but de les vendre et de les voir produits.
Dans les années 1920, les femmes sont majoritaires parmi les scénaristes de films muets. Lorsque l'activité cinématographique se rationalise et que le métier de scénariste gagne en prestige, elles deviennent minoritaires dès les années 1930. En 2018, elles forment 16 % des scénaristes dans le cinéma américain.
Les scénaristes sont peu impliqués au stade de la fabrication d'un film. Parfois, à la demande du producteur, ils restent conseillers durant le tournage et la postproduction.

### Outils
En dehors de la feuille blanche et du crayon, les scénaristes utilisent souvent des logiciels spécialisés d'aide et de mise en forme.

## Script doctor
Le script doctor (littéralement « docteur de scénario ») est un consultant professionnel (parfois lui-même scénariste mais pas nécessairement) appelé à améliorer un scénario jugé insatisfaisant d'un point de vue narratif.

## Origine de l’appellation
Le métier de scénariste a gagné son appellation en 1944, en France, lors de la formation du Syndicat des écrivains de cinéma. Ils établirent que cette appellation désignait tous les collaborateurs d'un scénario, que ce soit l'auteur, l'adaptateur ou le dialoguiste.

## Scénaristes célèbres de films

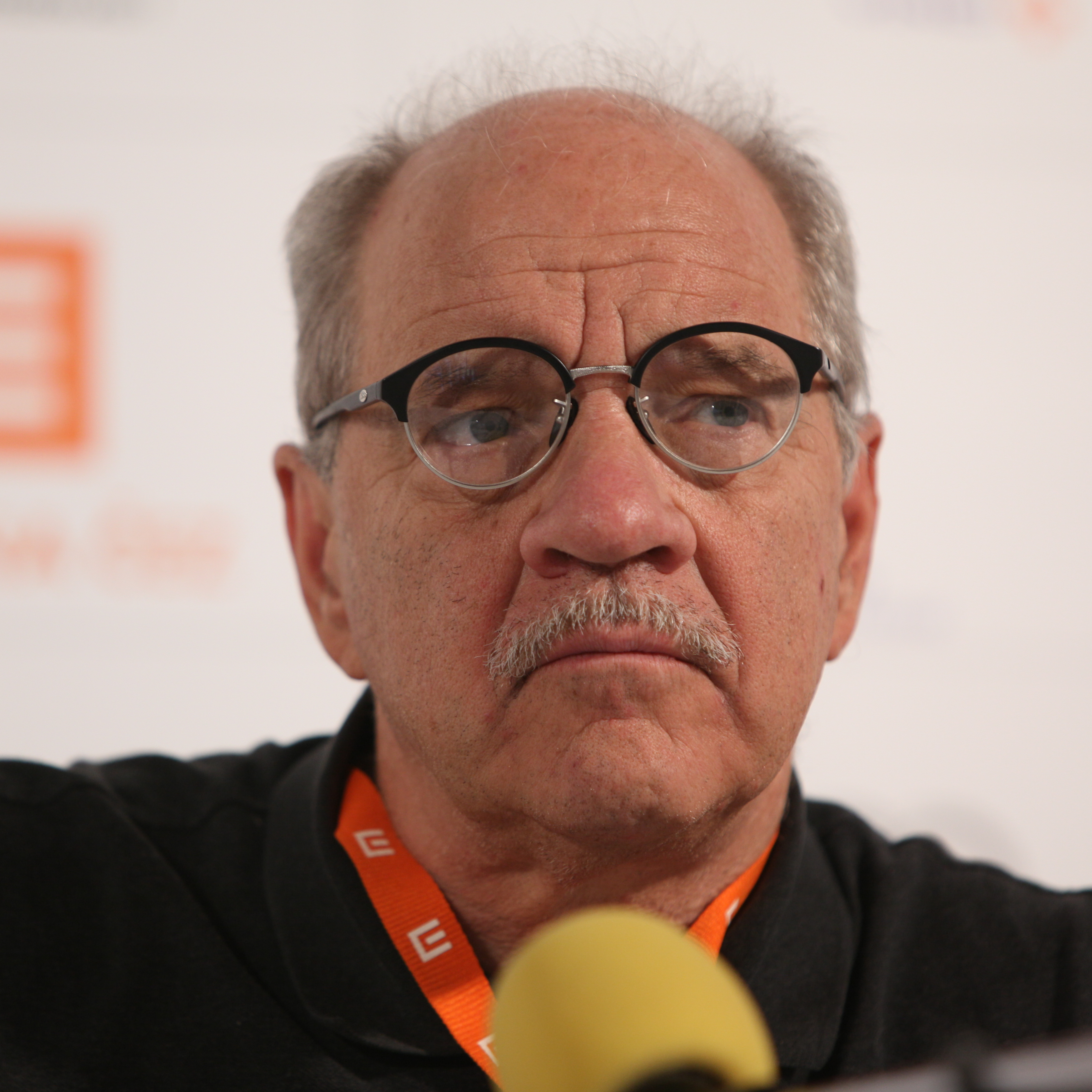
Paul Schrader compte Sydney Pollack, Martin Scorsese, Brian De Palma et Steven Spielberg parmi ses collaborations les plus connues.

Sont cités les scénaristes dont c'est l'activité principale. Les réalisateurs par ailleurs scénaristes (François Truffaut, Federico Fellini, Joseph L. Mankiewicz, Ingmar Bergman, Quentin Tarantino, Steven Spielberg, etc.) sont omis de cette liste.

### Scénaristes français
- Michel Alexandre
- Maud Ameline
- Jacques Audiard
- Michel Audiard
- Jean Aurenche
- Virginie Brac
- Gérard Brach
- Jean-Pierre Bacri
- Thomas Bidegain
- Pascal Bonitzer
- Roger Bohbot
- Pierre Bost
- Jean-Claude Carrière
- Nina Companeez
- Georges Conchon
- Jean Cosmos
- Jean-Loup Dabadie
- Abdel Raouf Dafri
- Agnès de Sacy
- Mariette Désert
- Raphaëlle Desplechin
- Philippe Di Folco
- Jacques Fieschi
- Louis Gardel
- Paul Gégauff
- Olivier Gorce
- Jean-François Goyet
- Jean Gruault
- Fanny Herrero
- Agnès Jaoui
- Pascal Jardin
- Henri Jeanson
- Didier Kaminka
- Arlette Langmann
- Guillaume Laurant
- Alain Le Henry
- Claude Le Pape
- Jacques Lourcelles
- Gaëlle Macé
- Gilles Marchand
- Léa Mysius
- Julie Peyr
- Laurette Polmanss
- Jacques Prévert
- Elisabeth Rappeneau
- Marcia Romano
- Suzanne Schiffman
- Florence Seyvos
- Charles Spaak
- Omar Sy
- Gilles Taurand
- Colo Tavernier
- Danièle Thompson
- Jérôme Tonnerre
- Anne-Louis Trividic
- Pierre Trividic
- Francis Veber
- Rémi Waterhouse

### Scénaristes américains
| - James Agee - Maxwell Anderson - George Axelrod - Robert Benton - Walter Bernstein - Charles Brackett - Leigh Brackett - Marshall Brickman - Sidney Buchman - Hugo Butler - Raymond Chandler - Borden Chase - Paddy Chayefsky - Betty Comden et Adolf Green - I. A. L. Diamond - Philip Dunne - Julius J. Epstein - William Faulkner - Horton Foote - Lillie Hayward - Carl Foreman - Jules Furthman - Lowell Ganz | - Drew Goddard - William Goldman - Frances Goodrich et Albert Hackett - John Michael Hayes - Ben Hecht - Lillian Hellman - Nunnally Johnson - Garson Kanin - Charlie Kaufman - Howard Koch - Harry Kurnitz - Ernest Lehman - Herman J. Mankiewicz - Richard Matheson - Walter Newman - Dudley Nichols - Jonathan Nolan - Frank Nugent - Dan O'Bannon - Clifford Odets - Roberto Orci | - James Poe - Samson Raphaelson - Walter Reisch - Robert Riskin - Casey Robinson - Lesser Samuels - Alvin Sargent - Charles Schnee - Budd Schulberg - Irwin Shaw - Robert Sherwood - Curt Siodmak - Jo Swerling - Dwight Taylor - Robert Towne - Dalton Trumbo - James R. Webb - Philip Yordan - Steven Zaillian - David Koepp |

### Scénaristes italiens
- Leo Benvenuti et Piero De Bernardi
- Agenore Incrocci et Furio Scarpelli
- Suso Cecchi D'Amico
- Eduardo de Gregorio
- Ennio Flaiano
- Tonino Guerra
- Ruggero Maccari
- Rodolfo Sonego
- Cesare Zavattini

## Scénaristes célèbres de bandes dessinées
- Raoul Cauvin
- Jean-Michel Charlier
- Pierre Christin
- Patrick Cothias
- Christian Godard
- René Goscinny
- Alejandro Jodorowsky
- Alan Moore
- Christian Perrissin
- Stan Lee
- Jirō Taniguchi
- Jean Van Hamme

## Récompenses notoires
- Prix Eisner
- Grand prix du meilleur scénariste
- Oscar du meilleur scénario original
- Oscar du meilleur scénario adapté
- Prix du scénario du Festival de Cannes
- César du meilleur scénario original
- César de la meilleure adaptation
- Prix du scénario (Festival d'Angoulême)
- Prix Lumières du meilleur scénario
- Prix Goya du meilleur scénario original

## Formation
Scénariste est un métier indépendant. Aucune formation n'est requise pour devenir scénariste professionnel, mais des aptitudes à une bonne narration sont impérativement nécessaires.
- Fondation européenne pour les métiers de l'image et du son (Femis) : Département Scénario
- La Cinéfabrique, Ecole nationale supérieure de cinéma : Département scénario
- Conservatoire européen d'écriture audiovisuelle (CEEA)